# Larnax sachapapa
Larnax sachapapa là loài thực vật có hoa trong họ Cà. Loài này được Hunz. mô tả khoa học đầu tiên năm 1977.